# Somluck Kamsing
Somluck Kamsing (taj. สมรักษ์ คำสิงห์; ur. 16 stycznia 1973 w prowincji Khon Kaen) – tajlandzki bokser kategorii piórkowej. W 1996 letnich igrzysk olimpijskich w Atlancie zdobył złoty medal. Bez powodzenia uczestniczył w igrzyskach olimpijskich w Barcelonie, igrzyskach olimpijskich w Sydney i igrzyskach olimpijskich w Atenach.

## Kariera filmowa
Zagrał boksera m.in. w filmie Kerd ma lui z Jet Li. W filmie pokazywanym poza granicami kraju sceny z jego udziałem zostały wycięte. W marcu 2006 w Tajlandii sceny z jego udziałem zostały przywrócone.
Jego starszy brat Somrot Kamsing również był bokserem, olimpijczykiem z 1996.